# Karen Kong
Karen Kong (chino simplificado: 龚 柯 允, chino tradicional: 龔 柯 允, 7 de diciembre de 1984 en Labuan), es una cantante malaya.
Ella tiene ascendencia china fue estudiante de SM Santa Ana, Labuan, SMK Labuan, Tunku Abdul Rahman College y de la Universiti Tunku Abdul Rahman. Ella fue una participante en el concurso ídolo de Malasia en 2004, pero fue eliminada en la primera ronda.
Kong lanzó su primer sencillo en enero de 2007. De inmediatamente llamó la atención debido a su álbum publicado en malayo, que es bastante inusual para una artista de origen chino en Malasia. Su primer EP también incluye sus singles Cinta Hello Kitty y Ku Tak upāya, ambos escritos por compañeros de Malasia entre ellos el compositor Asmin Mudin (escritor de Gemilang Malasia Idol Jaclyn Victor's). Ambos aparecieron en la estación de radio en varias listas de éxitos incluyendo EEI, Xfresh y otros.

## Discografía

### Álbumes y EP
- Mulakan (2007)

1. "Prelude (Mulakan)"
2. "Mulakan"
3. "Oh Kekasih!" ft. Shazzy
4. "Cinta Hello Kitty"
5. "Juli DoReMi"
6. "Ku Tak Upaya"
7. "Na Na Na Nada Cinta" ft. 3 flow (remake of La La La Love Song)
8. "Bintang"
9. "Dalam Bahasa Sayu"
10. "Sama-sama Menjulang" ft. Ferhad
11. "Na Na Na Nada Cinta - piano version"
12. "Cinta Hello Kitty - Karaoke ver."
13. "Ku Tak Upaya - Karaoke ver."

- 表演 Showtime (2007)

1. "离岛 li dao"
2. "表演 Showtime (biao yan)" ft. Namewee
3. "阵阵跳 zhen zhen tiao" (remake of Akan)
4. "居家旅行 ju jia lv xing"
5. "沉默•秘密 chen mo mi mi" (remake of Dalam Bahasa Sayu)
6. "你在哪里？ ni zai na li"
7. "你笨啊你！ni ben a ni"
8. "爱情 ai qing" (remake of Ku Tak Upaya)
9. "天堂 tian tang"

Bonus Tracks
1. In Love Again
2. "离岛 li dao acoustic ver."

- I'm Karen (2009)

1. "ㄚ一ㄨㄟㄛ AEIOU" (remake of Great DJ)
2. "粉红电光 fen hong dian guang (Pink Electric Lights)"
3. "邻居 lin jv (Neighbours)"
4. "舔伤 tian shang (Lick The Wounds)"
5. "不要放晴 bu yao fang qing (Don't Cleared)"
6. "阵阵跳 zhen zhen tiao (Flying Jump)"
7. "离岛 li dao (Leaving The Island)"
8. "爱情 ai qing (Love)"
9. "你笨阿你! ni ben a ni (Ah, Are You Stupid!)"
10. "你在哪裡? ni zai na li (Where Are You?)"
11. "邻居 lin jv acoustic ver. (Neighbours)"
12. In Love Again